# Lázně Bohdaneč
Lázně Bohdaneč ([ˈlaːzɲɛ ˈbɔɦdanɛt͡s]), bis 1980 Bohdaneč (deutsch Bohdanetsch) ist eine Stadt in Tschechien. Sie liegt neun Kilometer nordwestlich des Stadtzentrums von Pardubice und gehört zum Okres Pardubice.

## Geographie

### Geographische Lage

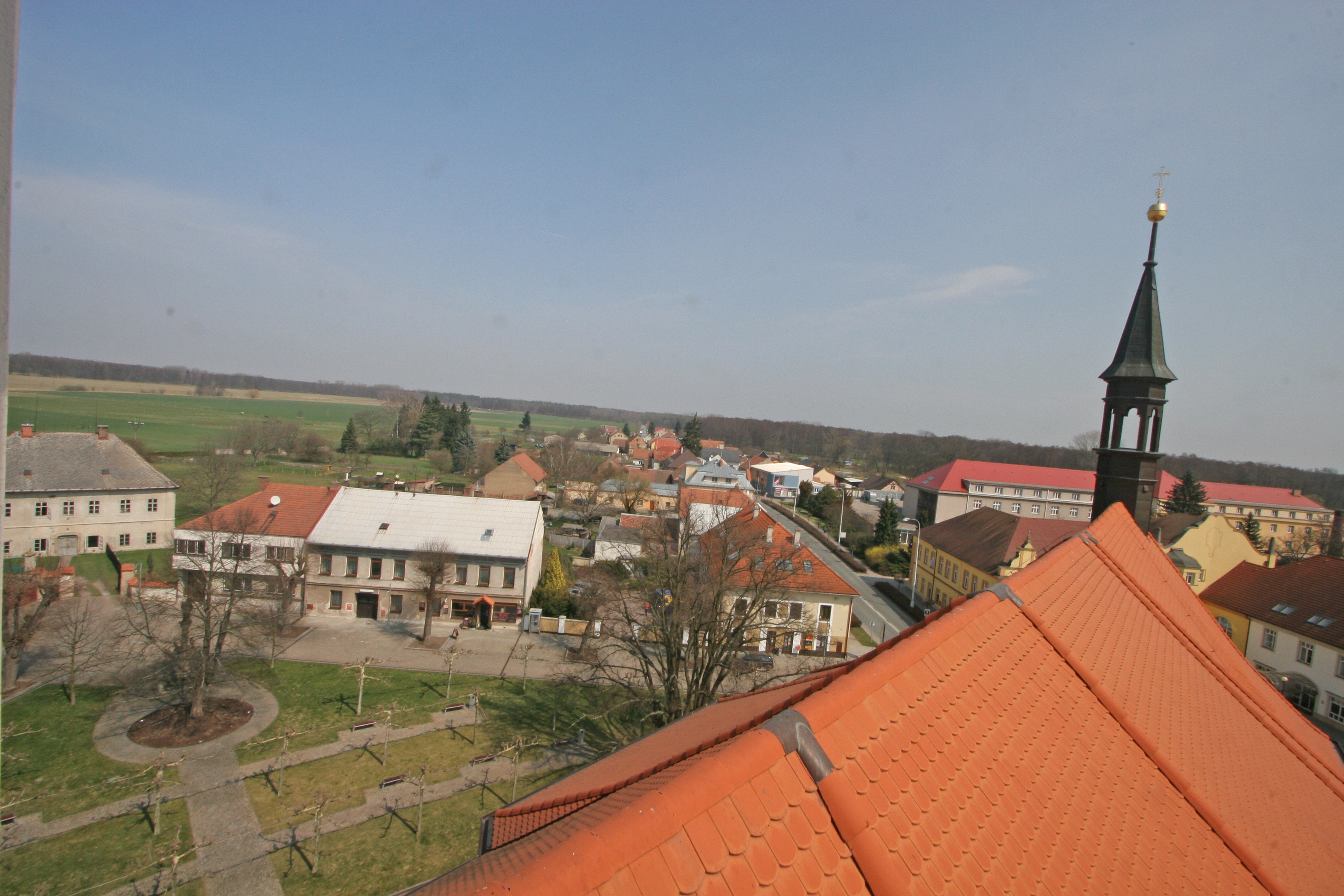
Ortsansicht

Lázně Bohdaneč befindet sich rechtselbisch am Stadtrand von Pardubice in einer Teichlandschaft am Opatowitzer Kanal. Durch die Stadt führt die Staatsstraße 36 von Pardubice nach Chlumec nad Cidlinou, die sich hier mit der 333 von Hradec Králové nach Kutná Hora kreuzt. Nördlich liegt der verlandende Bohdanetscher Teich (Bohdanečský rybník), der mit dem kleineren Matka ein Naturschutzgebiet bildet.
Nachbarorte sind Mlýny, Křičeň, Bouda u Dolan und Dolany im Norden, Staré Ždánice, Nové Ždánice und Ždánický Dvůr im Nordosten, Boudy, Stéblová, Hrádek und Doubravice im Osten, Stará Kolonie, Nová Kolonie und Rybitví im Südosten, Černá u Bohdanče im Süden, Živanice im Südwesten, Dědek und Novinsko im Westen sowie Na Sádkách, Bukovka und Habřinka im Nordwesten.

### Gemeindegliederung
Für die Stadt Lázně Bohdaneč sind keine Ortsteile ausgewiesen. Zu Lázně Bohdaneč gehört die Ansiedlung Mlýny (Mühlen).

## Geschichte
Die Gegend wurde im 10. Jahrhundert durch Ostcharvaten besiedelt. An der Elbe befand sich der Grenzpunkt der Siedlungsgebiete der slawischen Stämme der Tschechen, Zlitschanen und Chorvaten. Es wird angenommen,  dass Bohdaneč in dieser Zeit gegründet wurde und der Name von einem Lokator Bohdan abgeleitet ist.
Die erste urkundliche Erwähnung erfolgte 1343 anlässlich einer Rauferei zwischen dem Pfarrer und dem Bürger Kříž, bei der eine Altartafel der Kirche zu Bruch ging. Besitzer des Ortes waren zu dieser Zeit die Herren von Cimburg. Im Jahre 1377 verkaufte Albrecht von Cimburg auf Blatník die Feste Blatník mit dem Städtchen Bohdaneč sowie den Dörfern Bystřec, Rybitví, Černá u Bohdanče und Lhotka Blatníkovská an den Opatowitzer Abt Jan z Orle. Nachdem das Benediktinerkloster während der Hussitenkriege im Jahre 1421 zerstört worden war, überschrieb König Sigismund Bohdaneč zusammen mit weiteren ehemaligen Klosterdörfern als Pfandbesitz an Diviš Bořek von Miletínek, der daraus die Herrschaft Kunburg bildete. Nachdem am 8. Jänner 1491 Wilhelm von Pernstein die Herrschaft Kunburg gekauft hatte, begann die Blütezeit des Ortes. Pernstein erteilte dem Orte mehrere Privilegien, die das Handwerk und den Handel förderten. Ein besonderer wirtschaftlicher Schwerpunkt wurde die Fischerei. Wilhelm von Pernstein ließ in der Elbniederung um Bohdaneč 44 Fischteiche anlegen. Ein größerer Teil davon wurde bis zum 19. Jahrhundert wieder aufgegeben. Dazu gehört der große Teich Rozkoš am östlichen Ortsrand, von dessen Existenz nur noch Dämme zeugen. Auch der Bohdanečský rybník verlor durch Verlandung etwa die Hälfte seiner Fläche.
Nach der Aufhebung der Patrimonialherrschaften bildete Bohdaneč eine Gemeinde im Bezirk Pardubitz. 1897 eröffnete Jan Veselý ein Moorbad. Im ersten Jahr behandelte Veselý 70 Patienten. 1907 richte Veselý die ersten öffentlichen Autobuslinienverkehr in Böhmen ein. Ein Bus der Marke Laurin & Klement fuhr im Auftrag Veselýs regelmäßig die Badegäste von Pardubitz zum Moorbad Bochdanetsch. 1950 wurde die Gemeinde dem Okres Pardubice-okolí zugeordnet. Nach dessen Auflösung kam Bohdaneč zum 1. Jänner 1961 wieder zum Okres Pardubice.
Im Jahre 1963 erhielt Bohdaneč den Status eine Kurortes. 1971 wurde Bohdaneč zur Stadt erhoben. Seit dem 1. März 1980 führt die Stadt Bohdaneč den Namen Lázně Bohdaneč (Lázně bedeutet etwa Kurort oder Heilbad). Zwischen 1976 und 1990 wurde Křičeň eingemeindet.

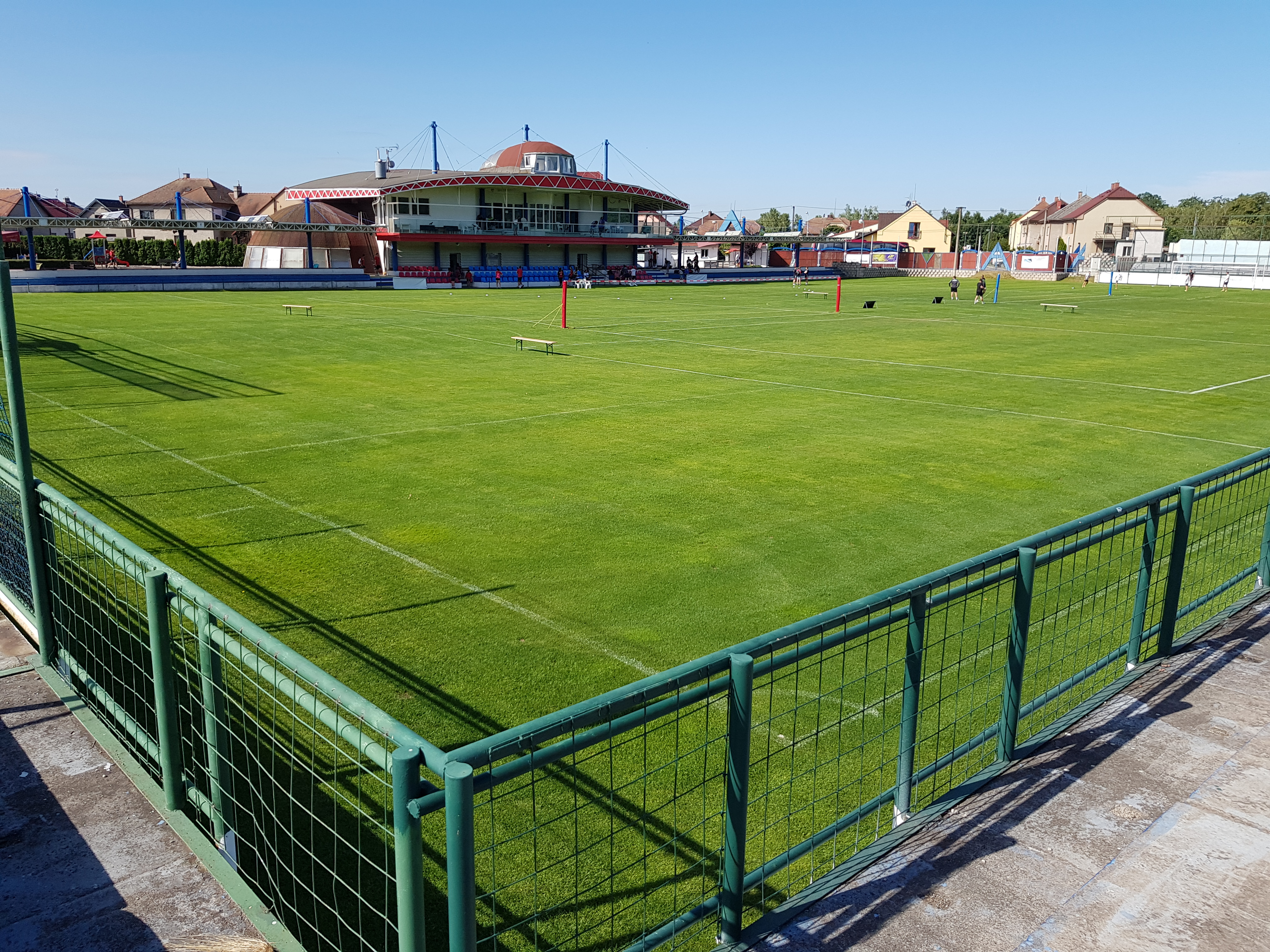
Das Sportstadion am nördlichen Stadtrand von Lázně Bohdaneč.

Dem örtlichen Fußballklub AFK Atlantic Lázně Bohdaneč gelang in den 1990er Jahren der Aufstieg aus der 8. Liga in die Gambrinus Liga, wo er nach der Spielzeit 1997/98 wieder abstieg. Ende August 2013 wurden auf dem örtlichen Sportplatz die Faustball-Europameisterschaften der Frauen und die der U21 durchgeführt. Anfang Juli 2018 war das Sportstadion wiederum Austragungsort eines Faustballwettkampfes, diesmal wurde der EFA European Cup der Männer durchgeführt.

## Kultur und Sehenswürdigkeiten

### Bauwerke

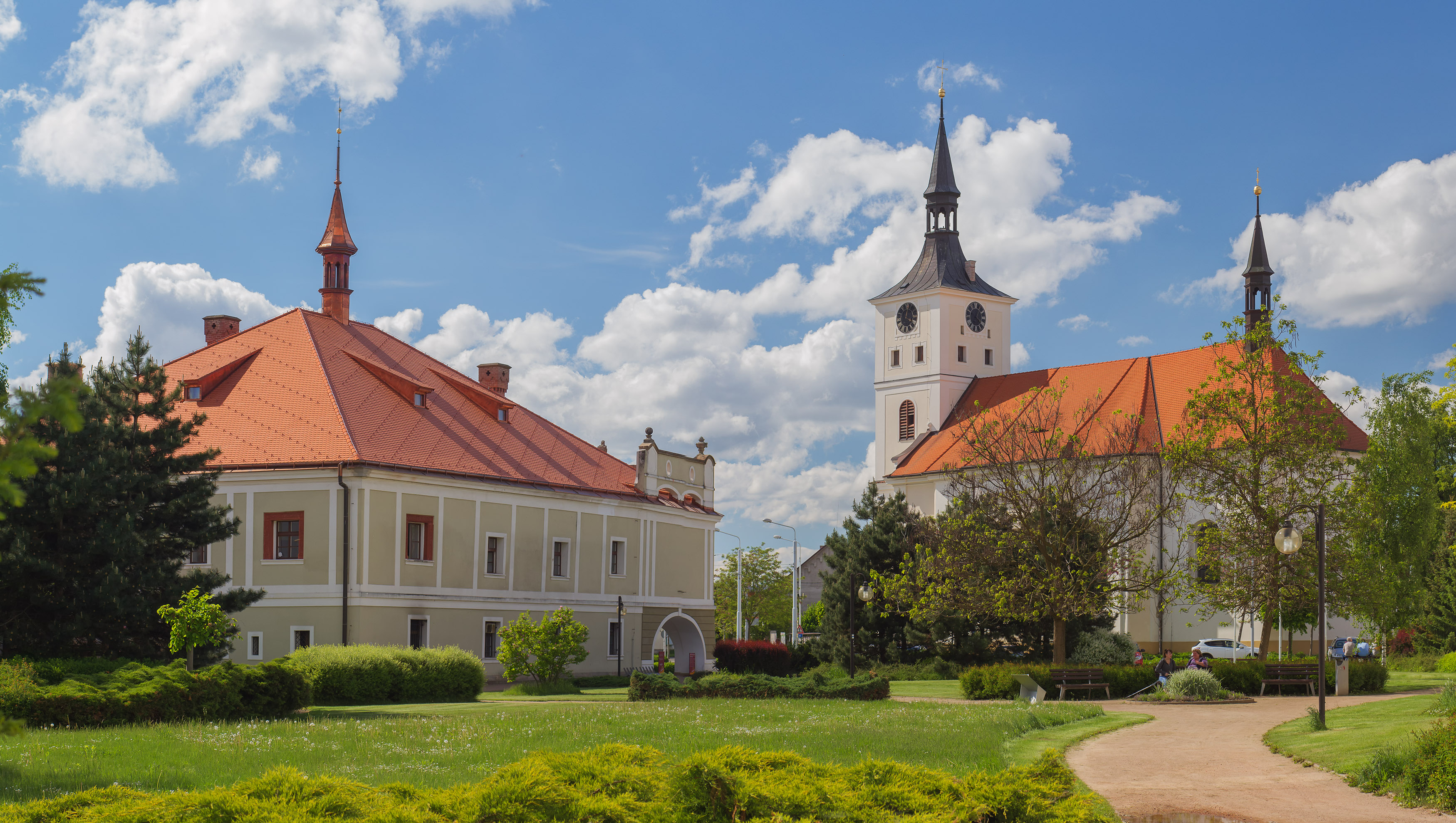
Rathaus und Kirche

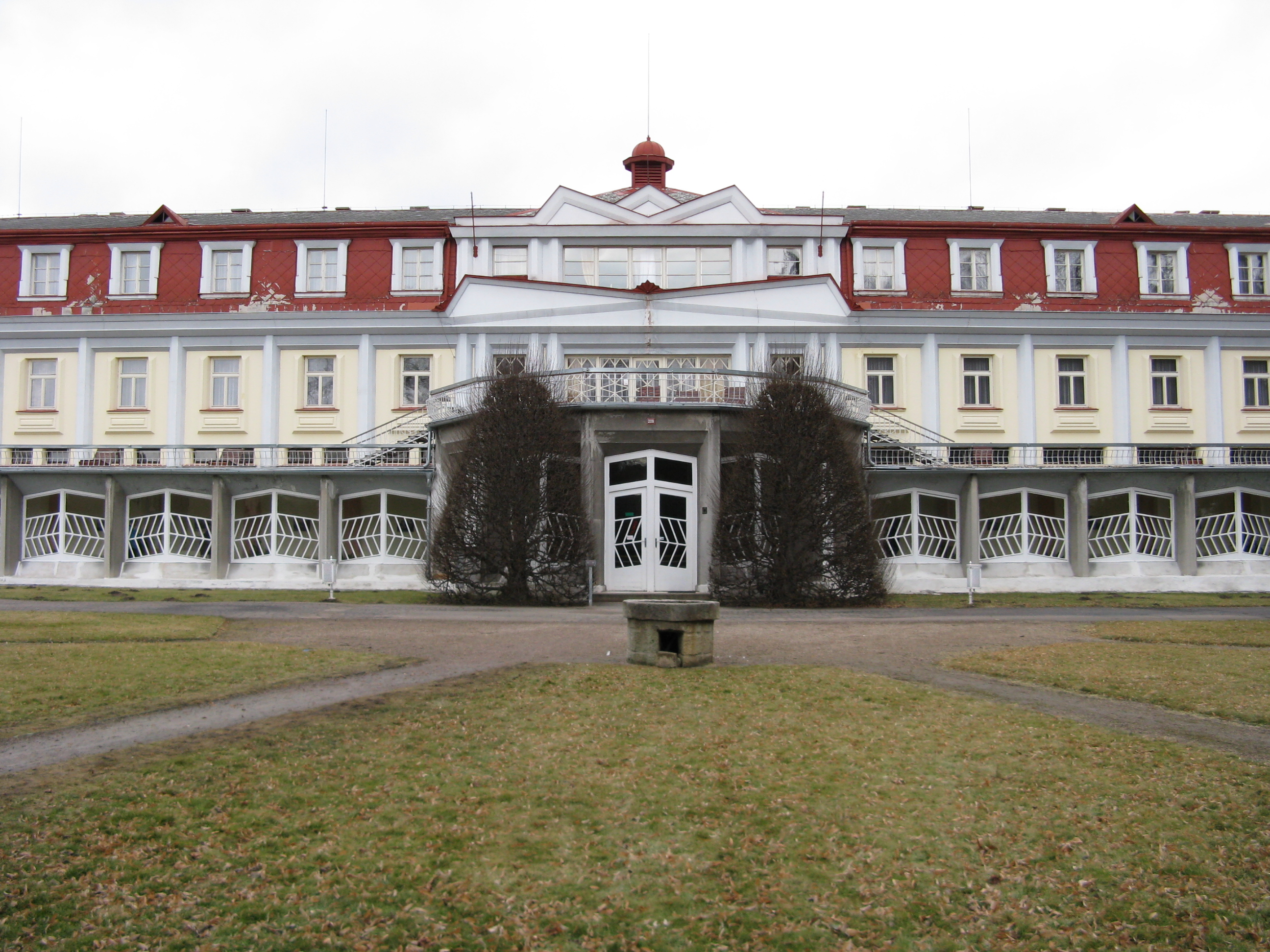
Gočárs Pavillon

- Rathaus, Renaissancebau aus dem Jahre 1530
- Kirche St. Maria Magdalena, erbaut um 1715 von František Jedlička aus Hermannstädtel nach Plänen von Thomas Haffenecker; an der bildhauerischen Ausgestaltung war Ignaz Rohrbach beteiligt.
- Kurpavillon Gočár, 1930 vom Architekten Josef Gočár im kubizistischen Stil errichtet
- Penzion Škroup, errichtet 1912 von František Zavadil nach Plänen von Josef Gočár
- Villa Oldřich Kvapil, 1930 nach Plänen von Josef Gočár errichtet
- Tillersitz, errichtet von Anna Tiller für ihren Mann Karl Tiller an deren Lieblingssitz
- Kuttner-Kapelle, sie wurde nach 1700 errichtet. Das Bauwerk wurde 1794 vom Militär zerschossen und auf Initiative des Bürgermeisters Johann Franz Kuttner nach 1800 wiedererrichtet.

### Regelmäßige Veranstaltungen
Die Stadt veranstaltet jährlich ein Musikfest.

## Persönlichkeiten
- Franz Joseph von Schulzig (1787–1864), k. k. Feldmarschall-Lieutenant
- Josef Jaroslav Langer (1806–1846), böhmischer Dichter
- Jan Evangelista Kosina (1827–1899), Pädagoge und Direktor des ersten tschechischen Gymnasiums in Olmütz
- Jan Veselý (1855–1920), Gründer des Bades Bohdaneč
- Karel Šípek (1857–1923), tschechischer Dichter, Librettist und Theaterkritiker
- Josef Gočár (1880–1945), der Architekt gestaltete seit 1910 durch mehrere Bauten das Stadtbild wesentlich
- Emil Hadač (1914–2003), Botaniker und Ökologe